# Amalfi-Cava de’ Tirreni főegyházmegye
Az Amalfi-Cava de’ Tirreni főegyházmegye a római katolikus egyház egyik olaszországi főegyházmegyéje, Érseki székvárosa Amalfi városa. A Salerno-Campagna-Acernói főegyházmegye szuffragán egyházmegyéje.

## Püspökök és érsekek

### Amalfi-Cava de’ Tirreni érsekek
1986. szeptember 30-án egyesült a Cava-Sarnói egyházmegyével
- Beniamino Depalma, C.M. (1990–1999, Nolai egyházmegye élén személyi érseki rangban)
- Orazio Soricelli (2000–)

## Szomszédos egyházmegyék
- Sorrento-Castellammare di Stabia-i főegyházmegye (nyugat)
- Nocera Inferiore-Sarnói egyházmegye (észak)
- Salerno-Campagna-Acernói főegyházmegye (kelet)
- La Trinità della Cava-i területi apátság (enklávé)